# Рыжешапочная питтасома
Рыжешапочная питтасома (лат. Pittasoma rufopileatum) — вид воробьиных птиц из семейства гусеницеедовых.
Вид распространён вдоль тихоокеанского побережья Колумбии и Эквадора. Встречается в тропических низменных дождевых лесах.
Это мелкие птицы, длиной 16—17 см, весом до 97 г. Тело рыхлое с большой вытянутой головой, коротким коническим сплющенным клювом, короткими и закруглёнными крыльями, прямым коротким хвостом (почти незаметным) и крепкими ногами. Верхняя часть тела коричневого цвета. Верхняя часть головы красновато-коричневая, остальная коричневая. У самцов от основания клюва через глаз вдоль шеи простирается чёткая чёрная полоса, у самок она серая. Брюхо и грудь покрыты пятнами (белые перья с чёрными краями). У самок окраска оперения головы бледнее, а рябой узор на груди и брюхе не чёрно-белый, а коричнево-белый.
Обитает во влажных лесах с густым подлеском и многочисленными эпифитами. Держится в одиночку или парами. Активна днём. Большую часть дня проводит в поисках пищи. Питается насекомыми и другими мелкими беспозвоночными, изредка ягодами. Моногамная птица. Данных о размножении нет.